# Rassol'nik
Il rassol'nik (in russo рассольник?) è una pietanza russa che consiste in una zuppa, principalmente a base di cetrioli salati, a cui può essere aggiunta anche della salamoia di cetrioli.

## Storia

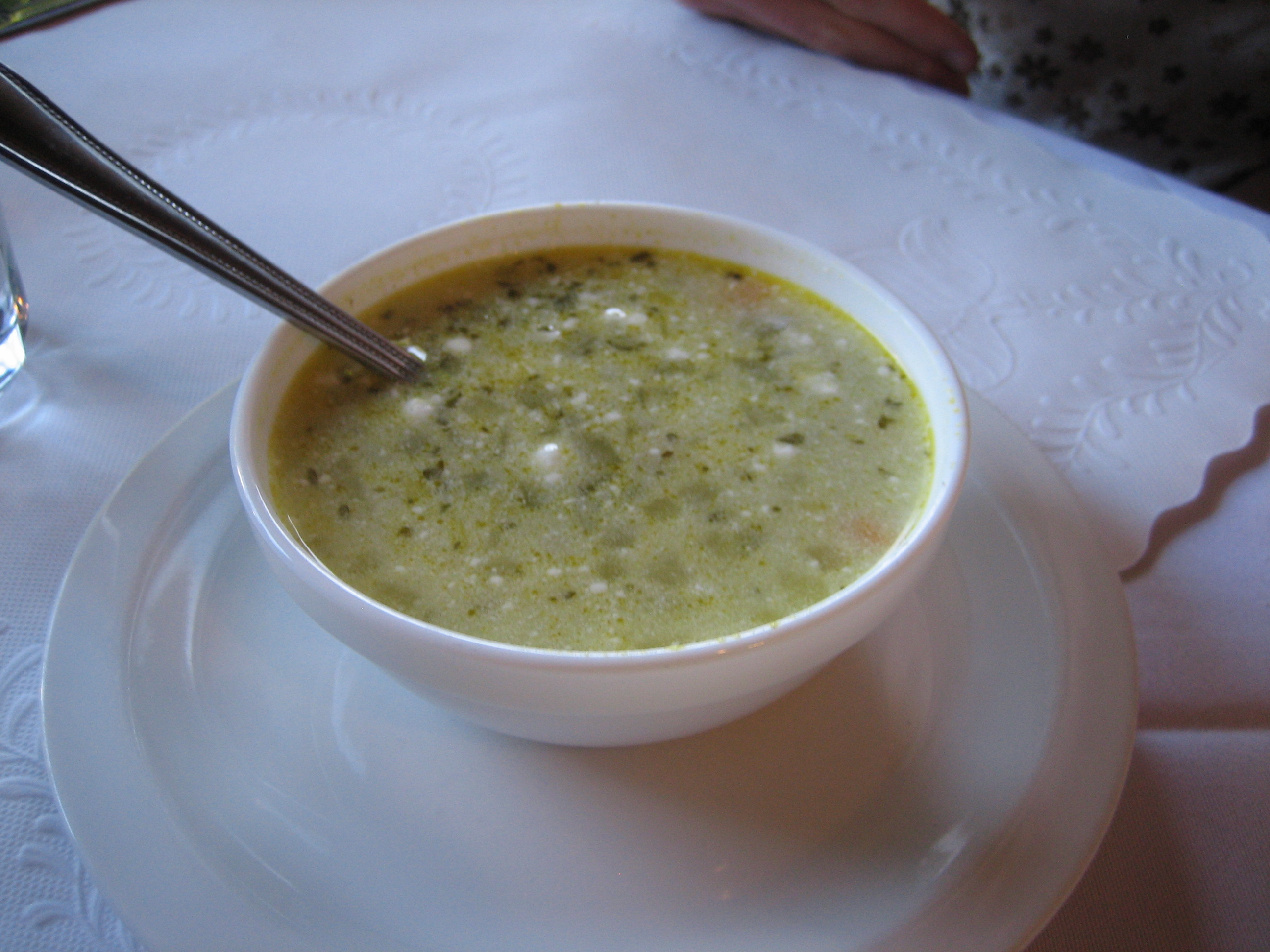
Una scodella di rassol'nik

Il rassol'nik è conosciuto in Russia a partire dal XVIII secolo, anche se inizialmente più che di una minestra si trattava di una sorta di torta salata.

## Preparazione
Il rassol'nik può essere preparato in versione vegetariana oppure con un'aggiunta di carne. In quest'ultimo caso vengono solitamente utilizzati dei sottoprodotti di lavorazione, come rognoni di bovino e di suino e altre frattaglie, comprese quelle di volatile.
Alla zuppa si possono poi aggiungere patate, vari tipi di grano (riso, grano saraceno, orzo perlato e brillato,...) ed erbe aromatiche (radici di prezzemolo, pastinaca, sedano). La preparazione varia su base locale, ad esempio tra Mosca e San Pietroburgo le preparazioni sono abbastanza diverse.